# Betanzos
Betanzos település Spanyolországban, A Coruña tartományban. Betanzos Abegondo, Bergondo, Paderne, A Coruña, Coirós és Oza-Cesuras községekkel határos. Lakosainak száma 13 261 fő (2024).

## Népesség
A település népessége az utóbbi években az alábbiak szerint változott:
| Lakosok száma | 12 423 | 12 990 | 13 165 | 13 680 | 13 537 | 13 352 | 12 966 | 12 959 | 13 030 | 13 261 |
|               | 2001   | 2004   | 2006   | 2009   | 2011   | 2014   | 2016   | 2019   | 2021   | 2024   |